# Csővár, Pesta
Csővár (în slovacă Čuvár) este un sat în districtul Vác, județul Pesta, Ungaria, având o populație de 628 de locuitori (2011).

## Demografie
Componența etnică a satului Csővár
     Maghiari (64,21%)
     Slovaci (35,24%)
     Romi (0,55%)
Componența confesională a satului Csővár
     Luterani (68,79%)
     Romano-catolici (13,22%)
     Reformați (3,18%)
     Fără religie (2,07%)
     Necunoscută (12,74%)
     Alte religii (1,91%)
Conform recensământului din 2011, satul Csővár avea 628 de locuitori. Din punct de vedere etnic, majoritatea locuitorilor (64,21%) erau maghiari, cu o minoritate de slovaci (35,24%).  Din punct de vedere confesional, majoritatea locuitorilor (68,79%) erau luterani, existând și minorități de romano-catolici (13,22%), reformați (3,18%) și persoane fără religie (2,07%). Pentru 12,74% din locuitori nu este cunoscută apartenența confesională.